# Vadonia puchneri
Vadonia puchneri là một loài bọ cánh cứng trong họ Cerambycidae.